# توماس ثورب
توماس ثورب (بالإنجليزية: Thomas Thorp) (و. 1850 – 1914 م) هو عالم فلك
توفي عن عمر يناهز 64 عاماً.

## التعليم
تعلم في مدرسة مانشستر للقواعد ‏.